# Mercedes-Benz Sprinter
Mercedes-Benz Sprinter (Мерседес-Бенц Спрінтер (укр.)) — мікроавтобуси, які компанія Mercedes-Benz випускає з 1995 року.
Sprinter прийшов на заміну мікроавтобусам серії Mercedes-Benz T1.
В Німеччині цільнометалеві модифікації виробляють на заводі в Дюсельдорфі, модифікації з окремою, подвійною кабіною та шассі для переобладнання сторонніми кузовами й забудовами на заводі в Людвігсфельде, недалеко від Берліну.

## Перше покоління (T1N/W901-905; 1995–2006)

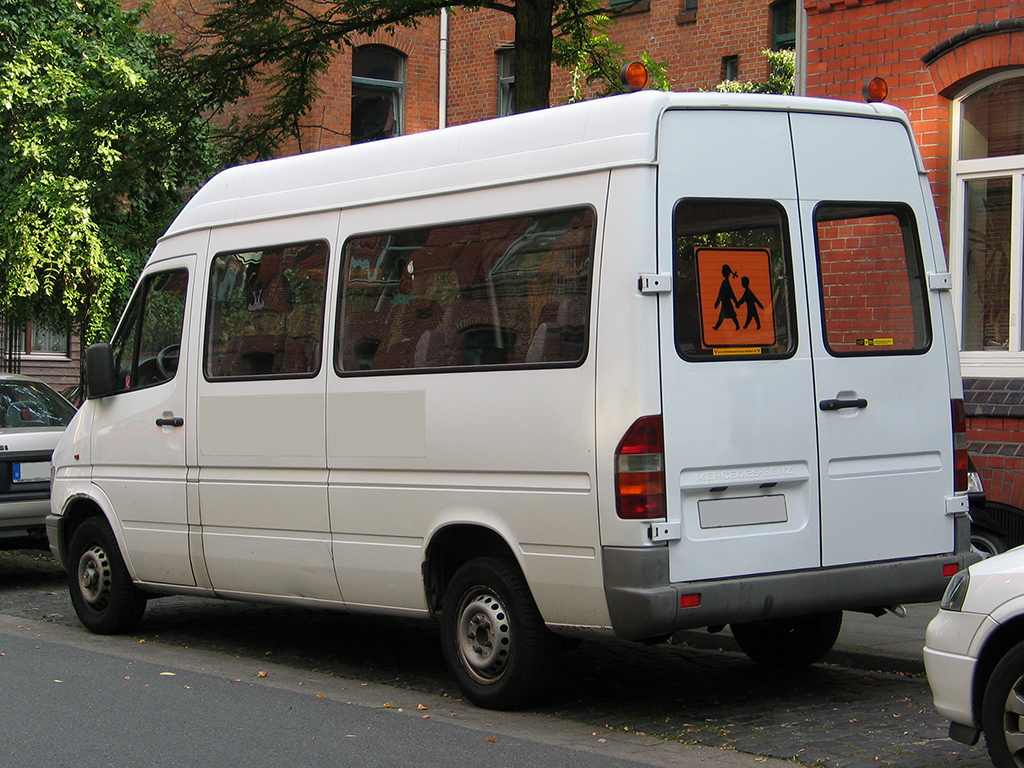
Mercedes-Benz Sprinter I (1995-2000)

Sprinter був представлений на початку 1995 року. Це малотонажний вантажний автомобіль повною масою від 2,6 до 4,6 т створений для багатопрофільного використання в різних сферах від перевезення пасажирів до транспортування будівельних матеріалів, який був фургоном.
Mercedes Sprinter існує в наступних версіях: мікроавтобус або фургон, а також як шасі, шасі з бортовою або самоскидною платформою, з високим і стандартним дахом, із здвоєною кабіною і трьома варіантами колісної бази: 3000, 3550 і 4025 мм. Автомобіль має тримальний кузов напівкапотної схеми, встановлений поздовжньо попереду двигун, привід на задні колеса. Поряд з Vito, Sprinter два роки поспіль називали «мікроавтобусом року».
Корисний об'єм закритого фургона Sprinter становить від 7 м3 (коротка база, звичайний дах) до 13,40 м3 (довга база, високий дах). У варіант з довгою базою можна легко завантажити 4-метрові дошки або 4 євро піддони. У варіантах з бортовою платформою вантажопідйомність автомобіля становить від 750 кг (повна маса 2,59) до 3715 кг (6-тонники), для перевезення бригади до 7 осіб можна замовити Sprinter з дворядною кабіною. При перевезенні пасажирів в комбі або пасажирському мікроавтобусі крім водія зручно розміщуються до 9 осіб.
Mercedes Sprinter XXL — дводверний автобус (одні двері — лише для водія) при габаритній довжині 7200 мм і ширині салону 1930 мм перевозить 15-17 осіб. Каркас його кузова зварений із сталевих прямокутних в перетині труб і обшитий сталевими листами з малою схильністю до корозії. Дах, облицювання розташованого в задньому звисі багажного відділення та задня частина кузова виконані з особливо міцної пластмаси. У рамках бічних частин кузова вклеєні по три майже метрової висоти затемнених скла без кватирок, що зажадало установки керованого термостата центрального водяного опалення і розміщення на даху вентиляційно-аварійних люків з дистанційно-керованими підйомними механізмами. Особливостями Sprinter XXL є наявність над сидіннями стелажів (полиць) з дверцятами, що закриваються, що підвищило об'ємну жорсткість кузова, а також можливість опційної установки столика між сидіннями, холодильника, відеомагнітофона.
Усі моделі Sprinter серійно комплектуються рульовим управлінням з рейковим механізмом і гідропідсилювачем керма, вони добре управляються навіть на тісних міських вулицях. Спереду монтується незалежна пружинно-важільна підвіска, задній нерозрізний міст підвішений на параболічних ресорах. Для роботи в складніших дорожніх умовах випускають автомобілі з усіма ведучими колесами. Передбачені трансмісії з постійним повним приводом або з переднім мостом і роздавальної коробкою з понижувальним ступенем. Провідні мости з різними передавальними значеннями головної передачі додатково обладнуються механізмами блокування.
Sprinter комплектується бензиновими і дизельними двигунами різного об'єму і потужності.

### Фейсліфтинг 2000

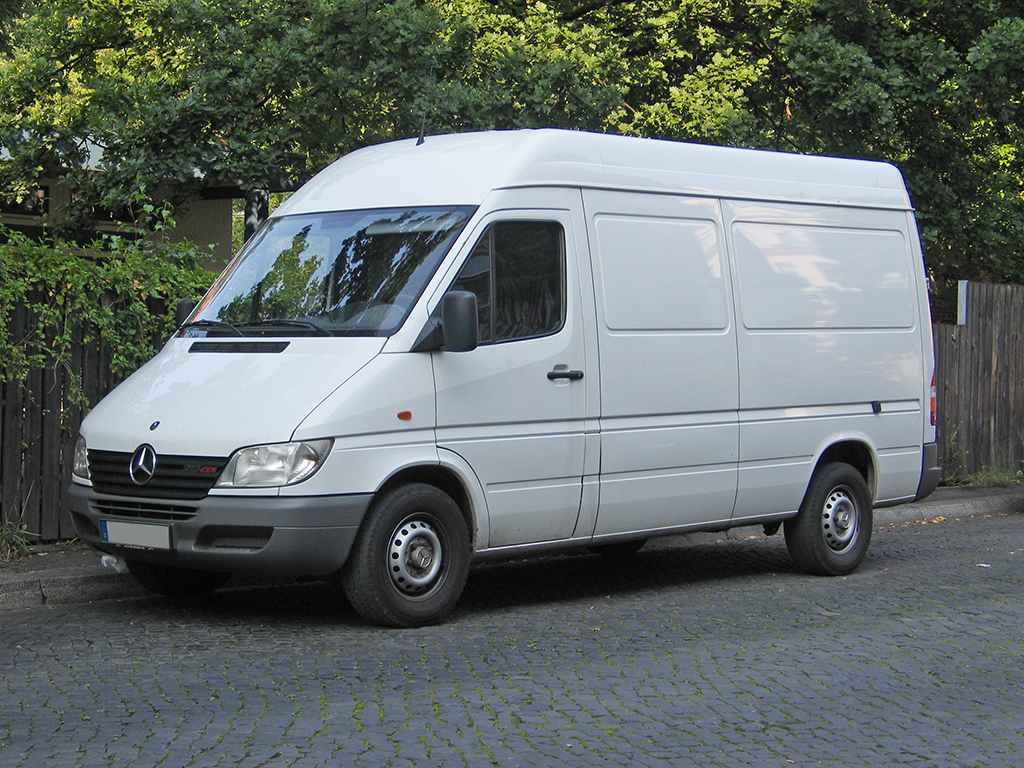
Mercedes-Benz Sprinter I фейсліфт 1 (2000-2002)

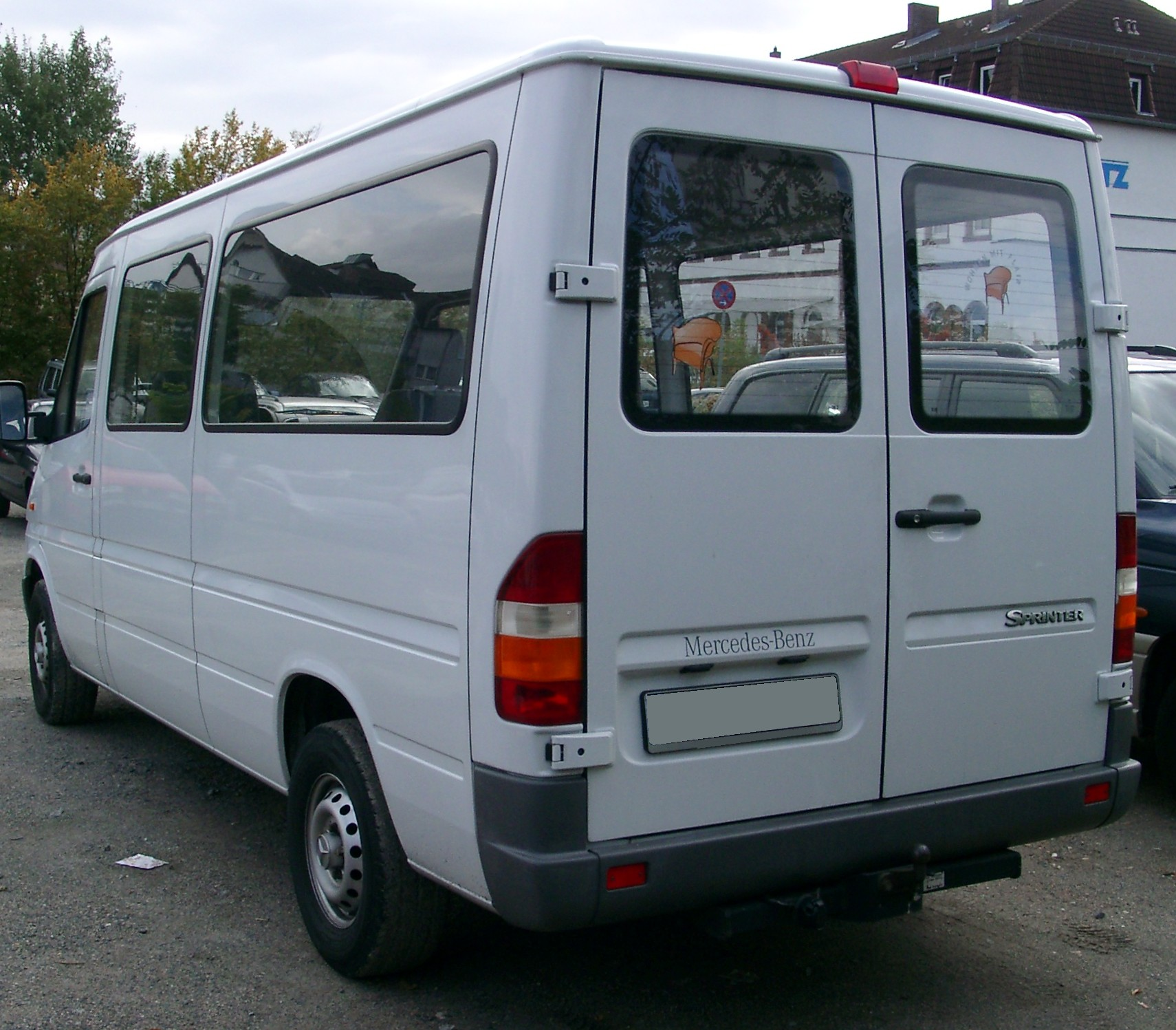
Mercedes-Benz Sprinter I фейсліфт 1 (2000-2002)

У 2000 році Sprinter модернізували, замінивши фари, бампери, капот, решітку радіатора та салон. На автомобіль почали ставити нові дизельні двигуни з безпосереднім вприскуванням пального CDI.

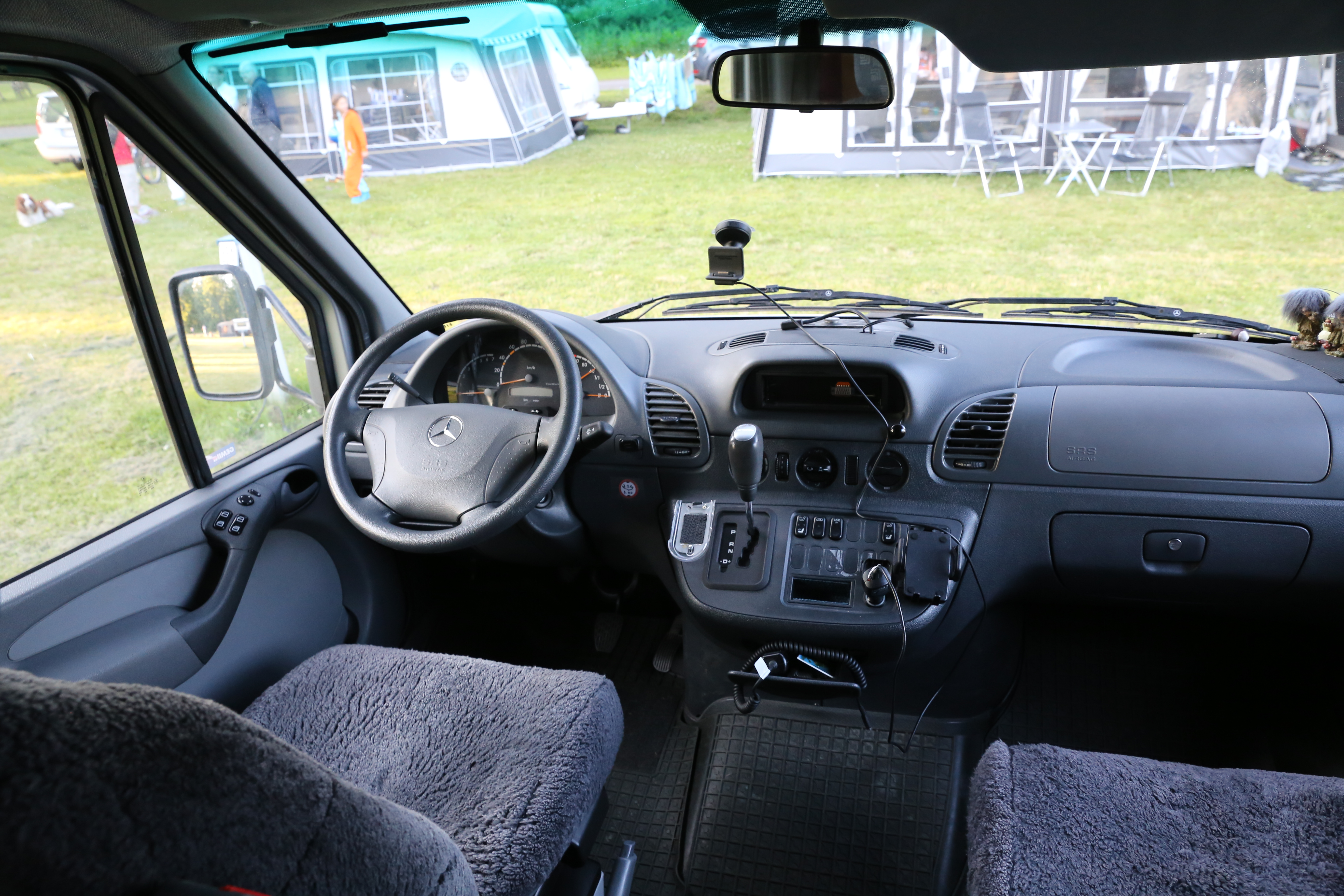

У цьому малотоннажному автомобілі реалізований цілий комплекс систем, що відповідають за забезпечення життя та здоров'я пасажирів. Встановлені на всі колеса дискові гальмівні механізми ефективні навіть при різкому гальмуванні повністю завантаженого автомобіля. Оснащення включає в себе серійно ABS / ABD. Встановлюється на замовлення противобуксовочна система ASR укупі з антиблокувальною системою ABS запобігають пробуксовку коліс і гарантують надійне зчеплення з дорожнім покриттям на мокрих і слизьких дорогах. Для експлуатації в складних дорожніх умовах існують модифікації з повним приводом. Має місце незалежний від робочого гальма гідравлічне гальмо стоянки Duo-Servo для задніх коліс. Sprinter відрізняється хорошими деформаційними характеристиками — посилена конструкція передньої частини рами поглинає велику частину енергії при фронтальному зіткненні. Для більшої безпеки автомобіль може бути укомплектований триточковими пасками безпеки з натягувачем для водія і переднього пасажира, і так само триточкові ремені безпеки на всіх сидіннях в пасажирському салоні.

### Фейсліфтинг 2002

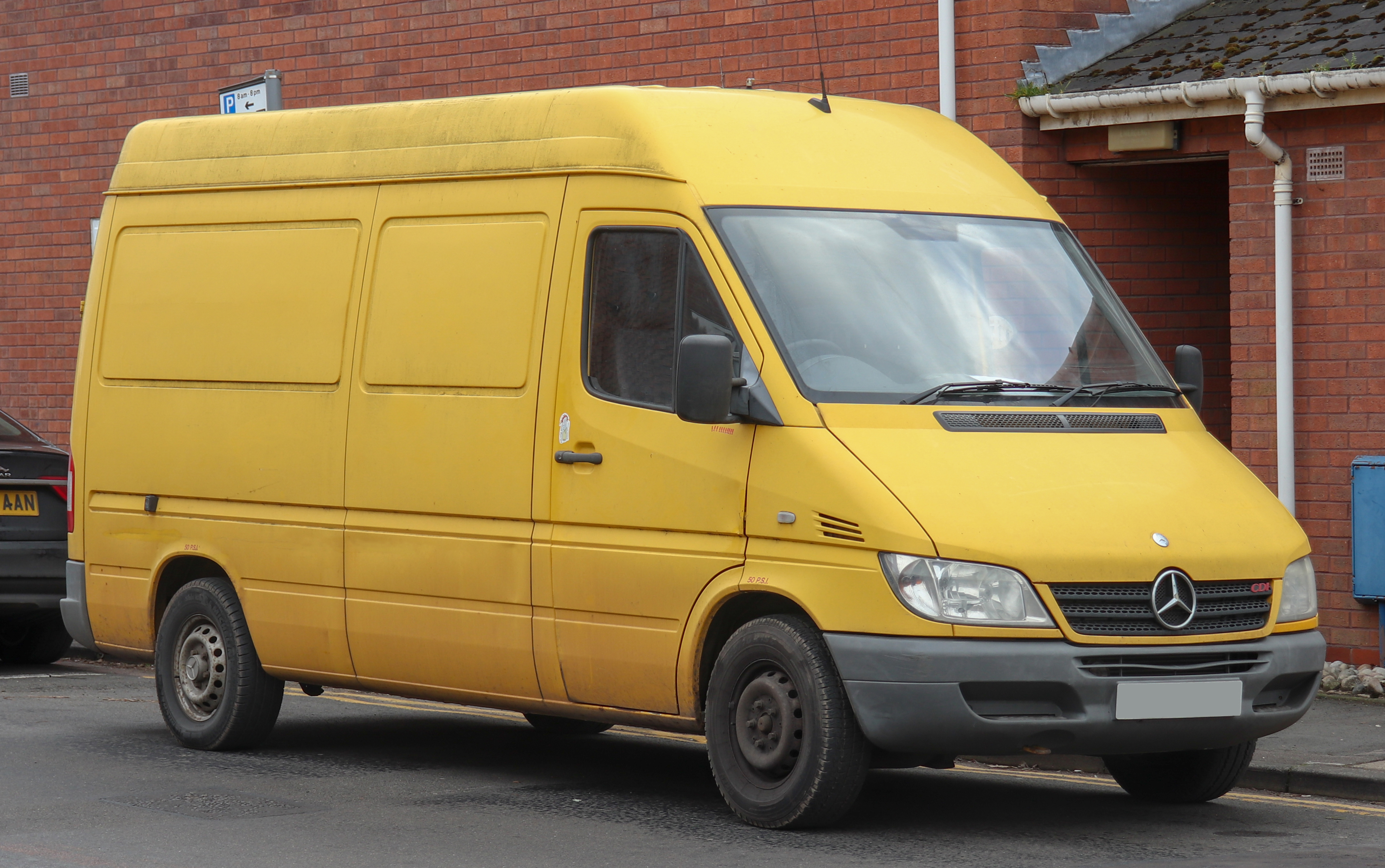
Mercedes-Benz Sprinter I фейсліфт 2 (2002-2006)

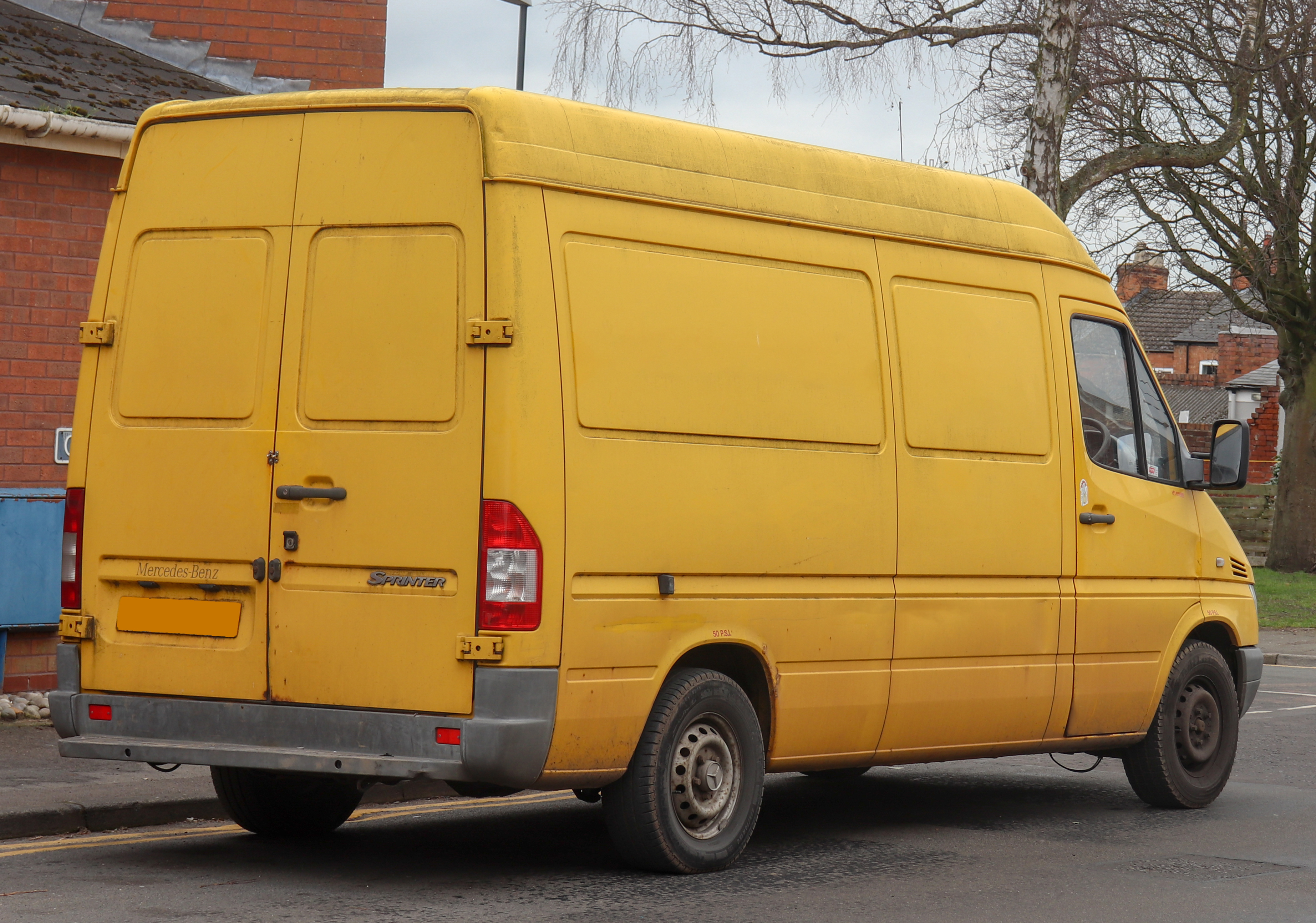
Mercedes-Benz Sprinter I фейсліфт 2 (2002-2006)

У 2002 році Sprinter модернізували вдруге. На автомобілі з'явилась електронна система стабілізації руху (ESP). Такий Sprinter вперше постав перед публікою на виставці спецтранспорту в Ганновері у вересні 2002 року.
Автобуси Sprinter виявилися надзвичайно популярними в Європі і в США, основний завод з їх виробництва в Дюссельдорфі працює в 3 зміни і виготовляє понад 150 тисяч цих машин на рік. У США моделі Sprinter відомі як Freightliner Sprinter та Dodge Sprinter.

### Версії кузова
| Колісна база | Об'єм багажника (з високим дахом) | Довжина грузової платформи | Довжина автомобіля | Радіус розвороту |
| ------------ | --------------------------------- | -------------------------- | ------------------ | ---------------- |
| 3000 мм      | 7 м³ (8,1 м³)                     | 2515 мм                    | 4890 мм            | 11,2 м           |
| 3550 мм      | 9,1 м³ (10,4 м³)                  | 3265 мм                    | 5640 мм            | 12,8 м           |
| 4025 мм      | (13,4 м³)                         | 4215 мм                    | 6590 мм            | 14,3 м           |

### Двигуни

#### Дорестайлінгові моделі (1995—2000)
| Бензинові             | Бензинові         | Бензинові | Бензинові                        | Бензинові                 | Бензинові       | Бензинові                                     | Бензинові    |
| Модель                | Циліндри/ Клапани | Об'єм см³ | Потужність                       | Крутний момент            | Тип двигуна     | Система живлення                              | Роки випуску |
| --------------------- | ----------------- | --------- | -------------------------------- | ------------------------- | --------------- | --------------------------------------------- | ------------ |
| 214 / 314 / 414       | 4/16              | 2295      | 105 кВт (143 к.с.) при 5000 хв−1 | 210 Нм при 4000 хв−1      | M111 E 23       | Інжектор                                      | 1995–2000    |
| Дизельні              |                   |           |                                  |                           |                 |                                               |              |
| Модель                | Циліндри/ Клапани | Об'єм см³ | Потужність                       | Крутний момент            | Тип двигуна     | Система живлення                              | Роки випуску |
| 208 D / 308 D / 408 D | 4/8               | 2299      | 58 кВт (79 к.с.) при 3800 хв−1   | 152 Нм при 2300–3000 хв−1 | OM 601 D 23     | Вприск                                        | 1995–2000    |
| 210 D / 310 D / 410 D | 5/10              | 2874      | 75 кВт (102 к.с.) при 3400 хв−1  | 250 Нм при 2000 хв−1      | OM 602 DE 29 LA | Прямий вприск з турбонаддувом                 | 1997–2000    |
| 212 D / 312 D / 412 D | 5/10              | 2874      | 90 кВт (122 к.с.) при 3800 хв−1  | 280 Нм при 2000—2300 хв−1 | OM 602 DE 29 LA | Прямий вприск з турбонаддувом та інтеркулером | 1995–2000    |

#### Рестайлінгові моделі (2000—2006)
| Бензинові                             | Бензинові         | Бензинові | Бензинові                        | Бензинові                 | Бензинові       | Бензинові                            | Бензинові    |
| Модель                                | Циліндри/ Клапани | Об'єм см³ | Потужність                       | Крутний момент            | Тип двигуна     | Система живлення                     | Роки випуску |
| ------------------------------------- | ----------------- | --------- | -------------------------------- | ------------------------- | --------------- | ------------------------------------ | ------------ |
| 214 / 314 / 414                       | 4/16              | 2295      | 105 кВт (143 к.с.) при 5000 хв−1 | 215 Нм при 3200–4700 хв−1 | M 111 E 23      | Інжектор                             | 2000–2006    |
| Дизельні                              |                   |           |                                  |                           |                 |                                      |              |
| Модель                                | Циліндри/ Клапани | Об'єм см³ | Потужність                       | Крутний момент            | Тип двигуна     | Система живлення                     | Роки випуску |
| 208 CDI / 308 CDI / 408 CDI           | 4/16              | 2148      | 60 кВт (82 к.с.) при 3800 хв−1   | 200 Нм при 1400—2600 хв−1 | OM 611 DE 22 LA | Common-Rail, турбонаддув             | 2000–2006    |
| 211 CDI / 311 CDI / 411 CDI           | 4/16              | 2148      | 80 кВт (109 к.с.) при 3800 хв−1  | 270 Нм при 1400—2400 хв−1 | OM 611 DE 22 LA | Common-Rail, турбонаддув, інтеркулер | 2000–2006    |
| 213 CDI / 313 CDI / 413 CDI           | 4/16              | 2148      | 95 кВт (129 к.с.) при 3800 хв−1  | 300 Нм при 1600—2400 хв−1 | OM 611 DE 22 LA | Common-Rail, турбонаддув, інтеркулер | 2000–2006    |
| 216 CDI / 316 CDI / 416 CDI / 616 CDI | 5/20              | 2685      | 115 кВт (156 к.с.) при 3800 хв−1 | 330 Нм при 1400—2400 хв−1 | OM 612 DE 27 LA | Common-Rail, турбонаддув, інтеркулер | 2000–2006    |
| 1.                                    |                   |           |                                  |                           |                 |                                      |              |

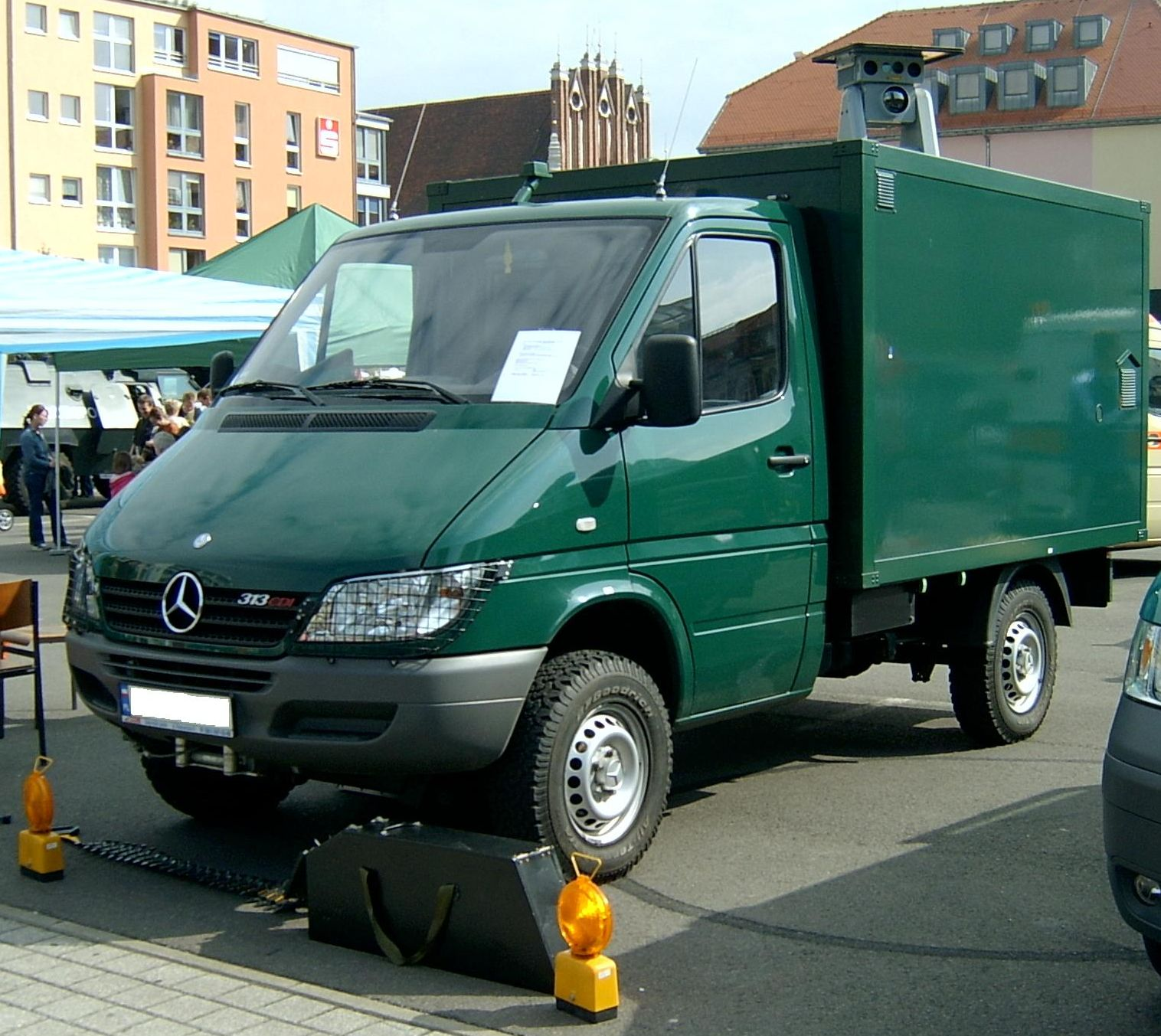
Mercedes-Benz Sprinter I фейсліфт 2 (2002-2006)
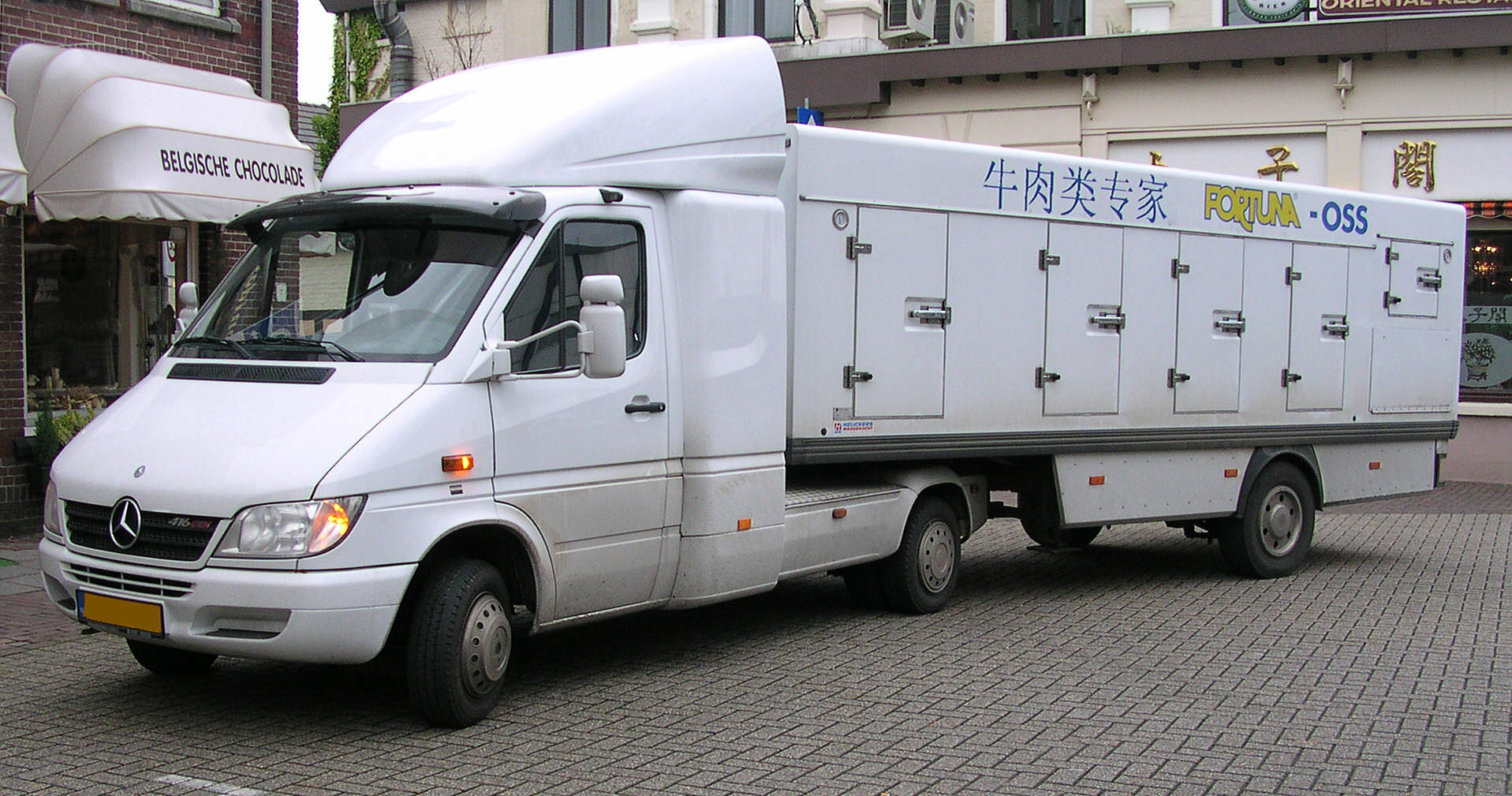
сідловий тягач Mercedes-Benz Sprinter I
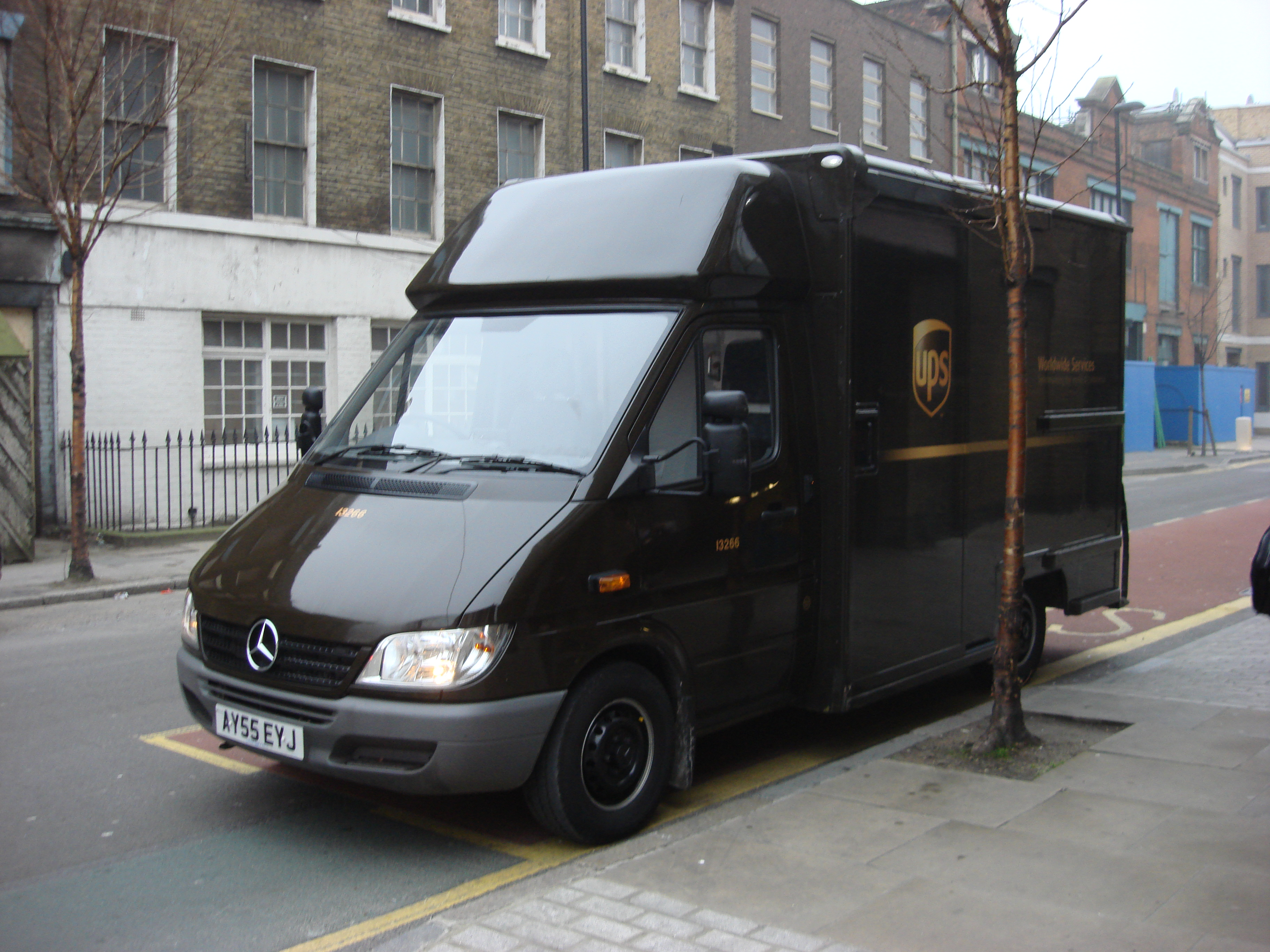
фургон Mercedes-Benz Sprinter I
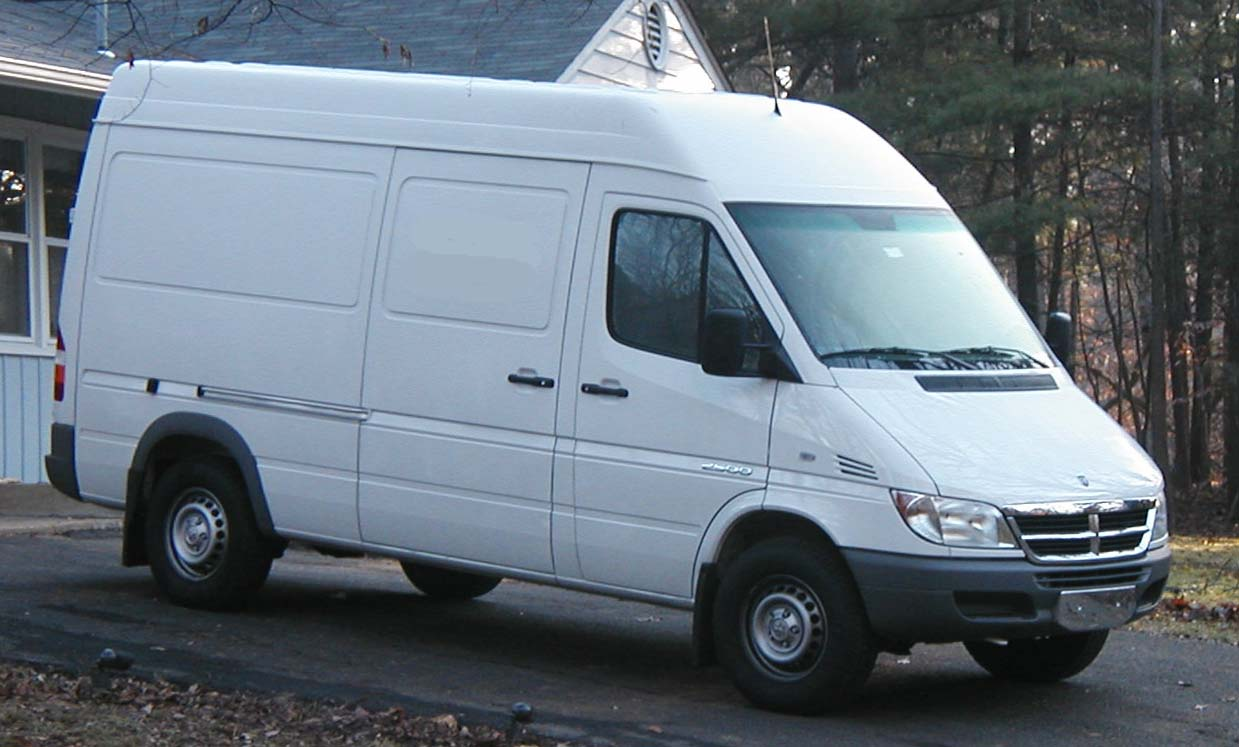
Dodge Sprinter I (2004-2007)
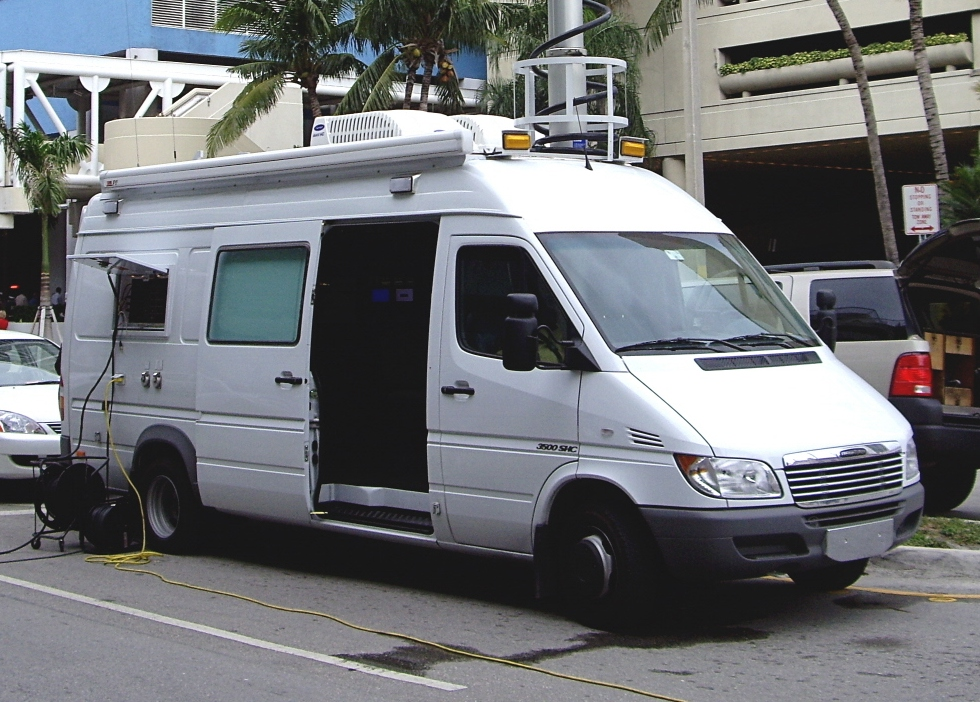
Freightliner Sprinter I (2001-2007)

## Друге покоління (NCV 3/W906; 2006–2018)

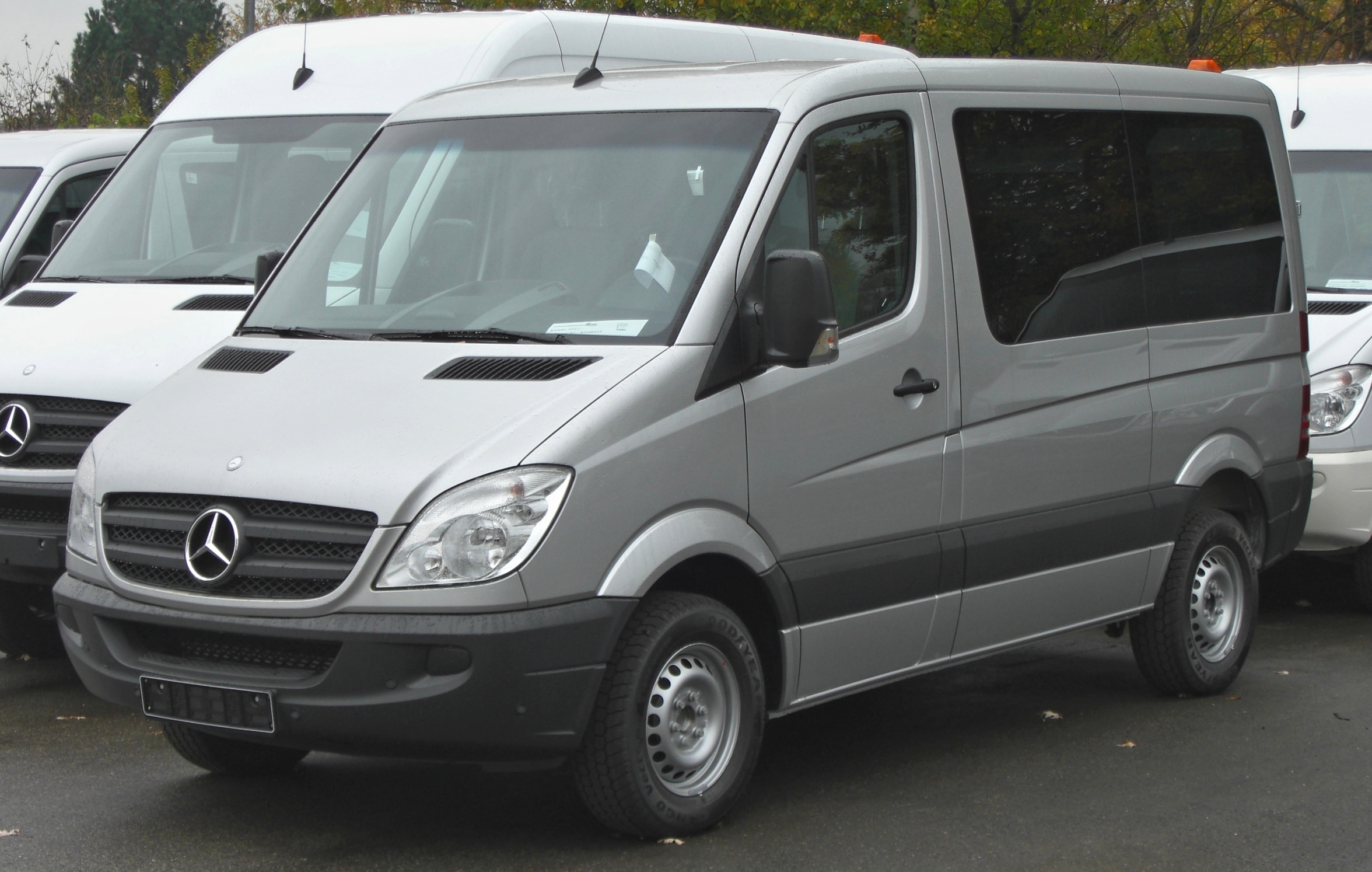
Mercedes-Benz Sprinter II мікроавтобус з коротким і низьким кузовом (2006–2013)

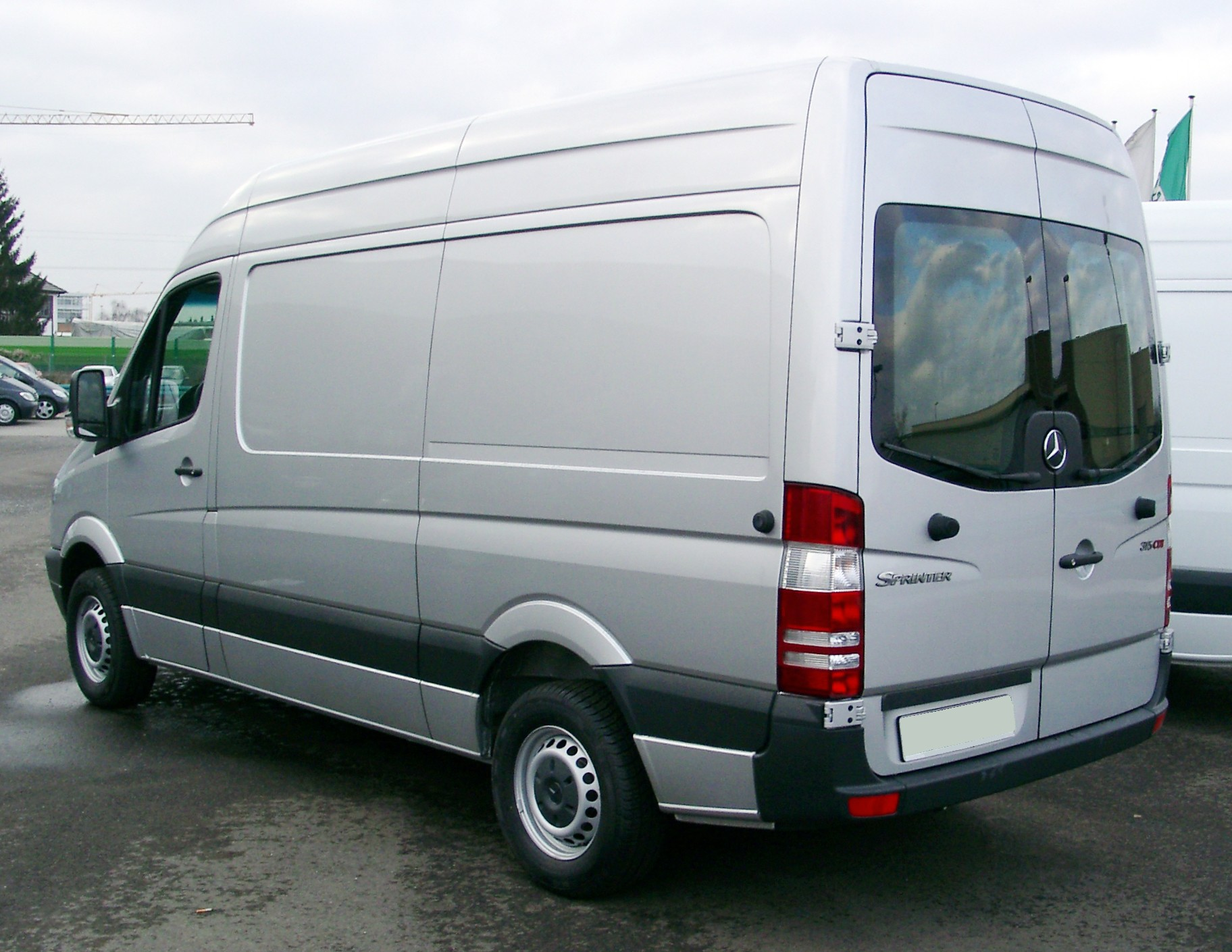
Mercedes-Benz Sprinter II вантажний фургон (2006–2013)

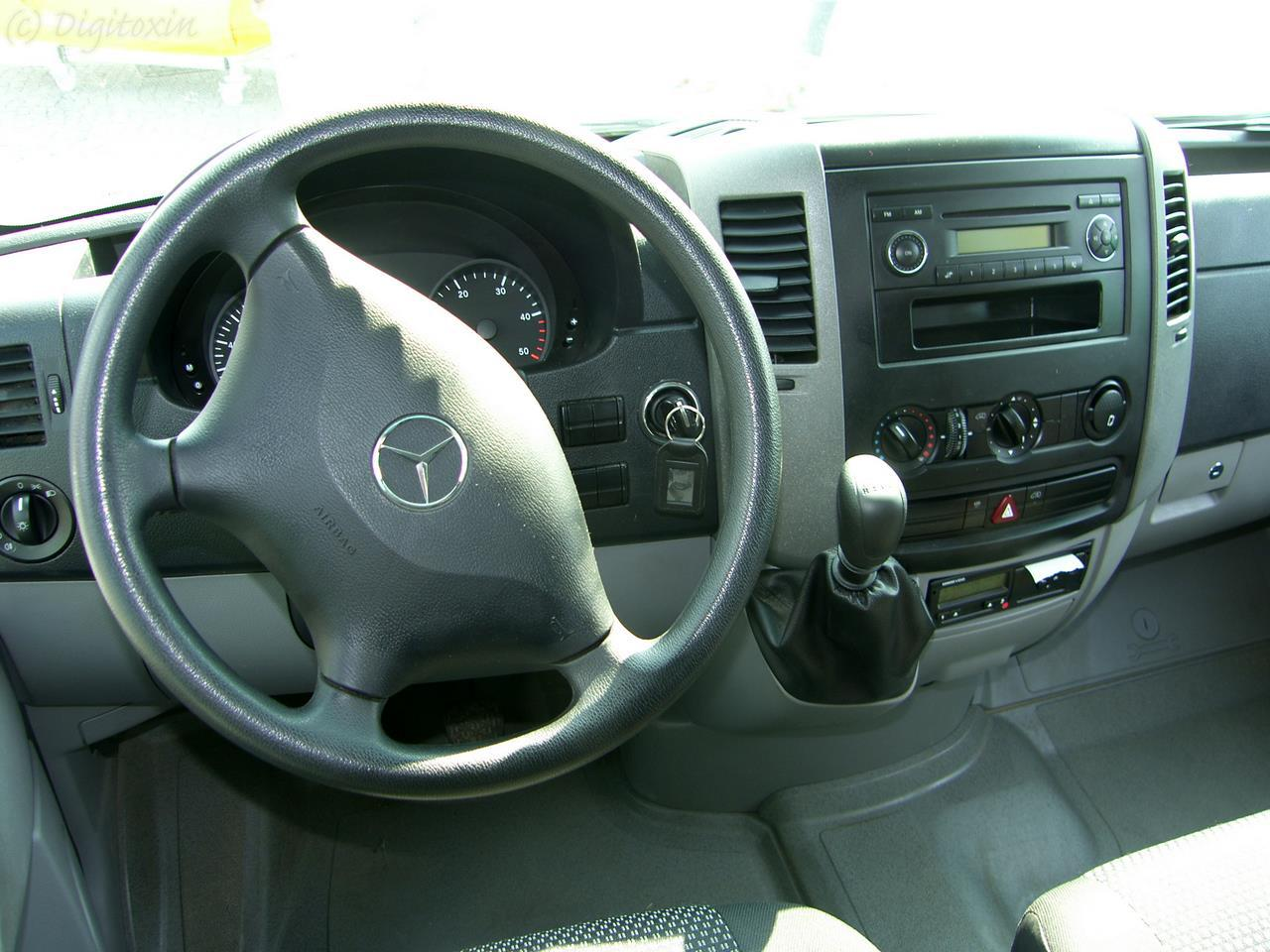
салон Mercedes-Benz Sprinter W906

В квітні 2006 року представлений Mercedes-Benz Sprinter другого покоління (заводський індекс W906). Він представлений разом з подібною моделлю Volkswagen Crafter, яка відрізняється іншими двигунами і іншим зовнішнім дизайном.
З 2006 року на заводі Daimler в Дюссельдорфі (Німеччина) розпочалося виробництво мікроавтобусів і фургонів. Відкриті автомобілі — шасі (з одинарною і подвійною кабіною) виготовляються в Берліні на заводі Mercedes-Benz Ludwigsfelde GmbH. На них може бути вмонтовано будь-який вид кузова: бортовий, самоскид тощо.
В подальшому всі чотири типи Sprinter будуть виготовлятись на заводі Mercedes-Benz в м. Гонсалес Катан (Аргентина). У Китаї Sprinter виготовляється на спільних заводах Mercedes-Benz Commercial Vehicle і Xinkai Auto Manufacture Corporation.
Mercedes-Benz Sprinter пропонується в трьох версіях колісної бази (3250/3665/4325 мм), і чотирьох довжинах 5243-7343 мм у закритій версії, а також зі стандартним дахом, високим дахом або новим супер-високим дахом. З повною масою від 2,0 до 5,0 тонн новий Sprinter охоплює практично всі сегменти ринку в своєму класі. Наявні відкриті варіанти представлені у вигляді бортовиків повною масою транспортного засобу від 3,0 до 5,0 тонн і шасі для спеціальних органів, таких як швидка допомога або пошта, а також з низькою рамою для автодомів і інших потреб.
Автомобіль пропонує різні варіанти колісної бази, довжини, висоти, ваги, проектування результатів і двигун і коробка передач конфігурації, близько 1000 можливих базових конфігурацій із заводу.
Значна перевага в порівнянні з його попередником, бічні дверцята, що дозволяють завантажувати євро-піддони. За додаткову плату замовити розсувні дверцята з автоматичним відкриванням.
Sprinter пропонується з 4 — або 6-циліндровими дизельними двигунами і бензиновим двигуном V6. На вибір пропонується, як 6-ступінчата механічна коробка передач, так і 5- або 6-ступінчата автоматична коробка передач. ESP є в стандартному обладнанні. З травня 2008 року в Європі пропонується Mercedes-Benz Sprinter 316 NGT, який працює на бензині або природному газі.
На основі Sprinter інші виробники виготовляють комфортабельні мікроавтобуси місткістю до 22 місць.
У 2009 році оновили лінійку двигунів.

### Фейсліфтинг 2013

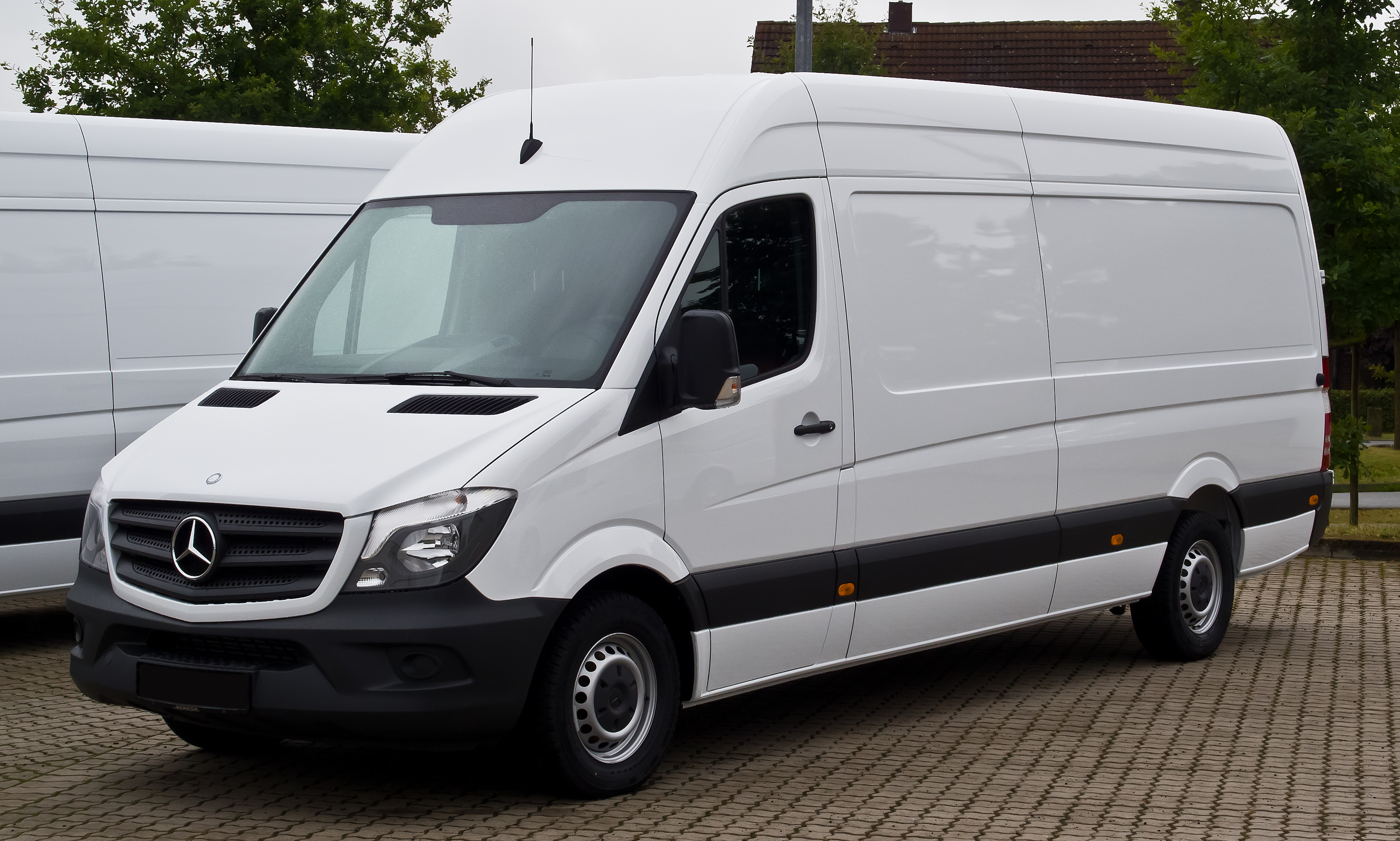
Mercedes-Benz Sprinter II вантажний фургон (2013–2018)

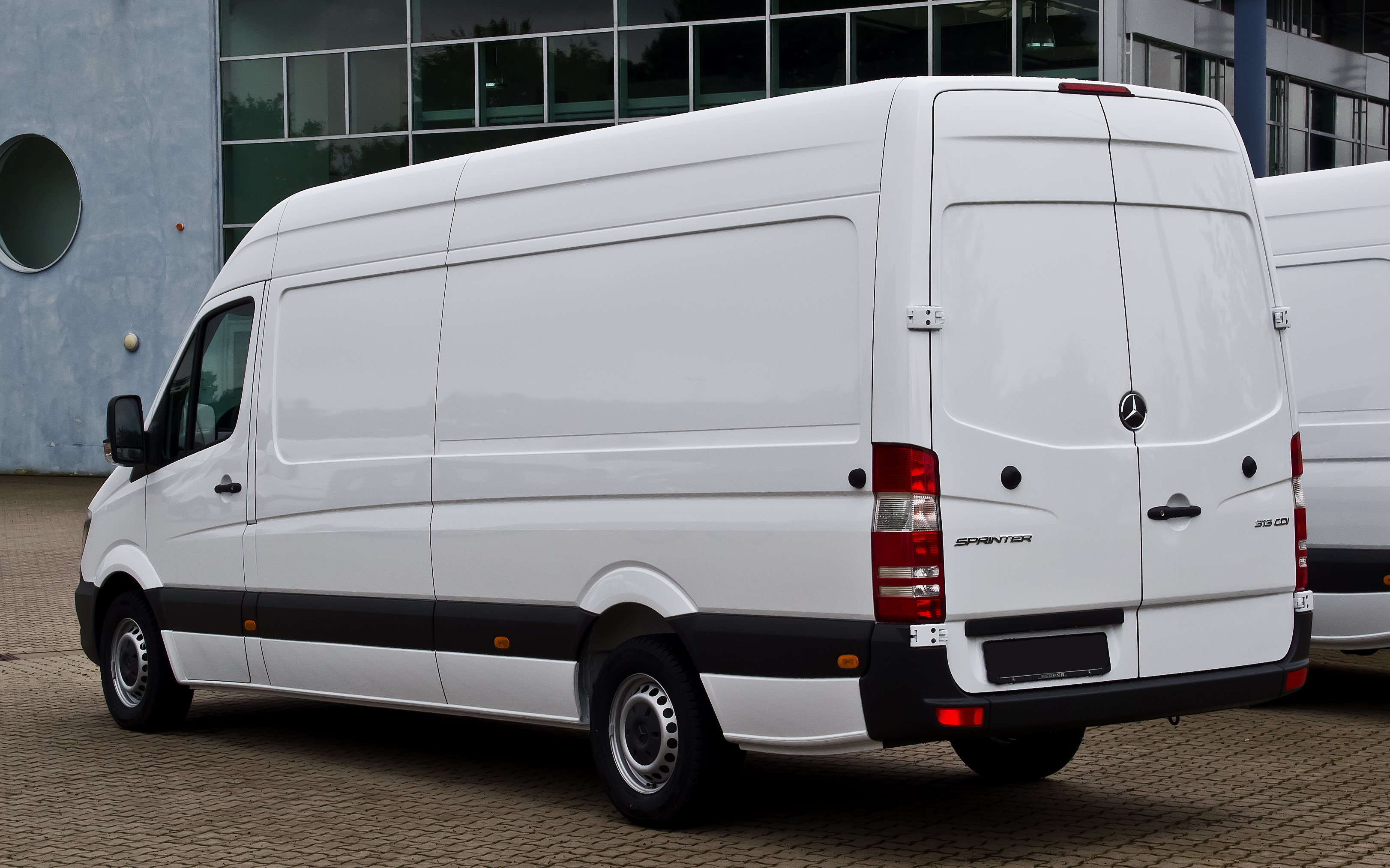
Mercedes-Benz Sprinter II вантажний фургон (2013–2018)

У вересні 2013 року всі моделі Sprinter піддалися модернізації. Особливостями даної моделі є змінена передня частина і модернізовані двигуни, які тепер відповідають стандартам Євро-6. Дизельні двигуни отримали збільшений інтервал обслуговування до 60000 км.

### Sprinter Grand Edition
Американський дилер Мерседеса в Манхеттені створив Sprinter класу люкс. Інтер'єр автомобіля може похвалитися шкіряною обробкою зі вставками з натурального дерева, крісла з підігрівом і масажем, сидіння другого ряду з електрифікованими підставками для ніг, холодильником і багатим мультимедійним обладнанням, до складу якого входить навігаційний комплекс з DVD-програвачем, два 32-дюймових LCD-дисплея, супутникове радіо, аудіосистему з сабвуфером, а також доступ в інтернет. Як силовий агрегат пропонується лише 3,0 л турбодизель V6 потужністю 188 к.с. і обертовим моментом 441 Нм, агрегатований з п'ятиступінчастим «автоматом».
Автомобіль продається за ціною в 190 000 доларів США і тільки в дилера в Манхеттені.

### Версії кузова
| Колісна база | Об'єм багажника (з високим дахом) | Довжина грузової платформи | Довжина автомобіля | Радіус розвороту |
| ------------ | --------------------------------- | -------------------------- | ------------------ | ---------------- |
| 3250 мм      | 7.5 м³ (8,5 м³)                   | 2600 мм                    | 5245 мм            | 12,3 м           |
| 3665 мм      | 9,0 м³ (10,5 м³ / 11,5 м³)        | 3265 мм                    | 5910 мм            | 13,6 м           |
| 4325 мм      | (14 м³ / 15,5 м³)                 | 4300 мм                    | 6940 мм            | 15,6 м           |
| 4325 мм      | (15,5 м³ / 17 м³)                 | 4700 мм                    | 7345 мм            | 15,6 м           |

### Двигуни

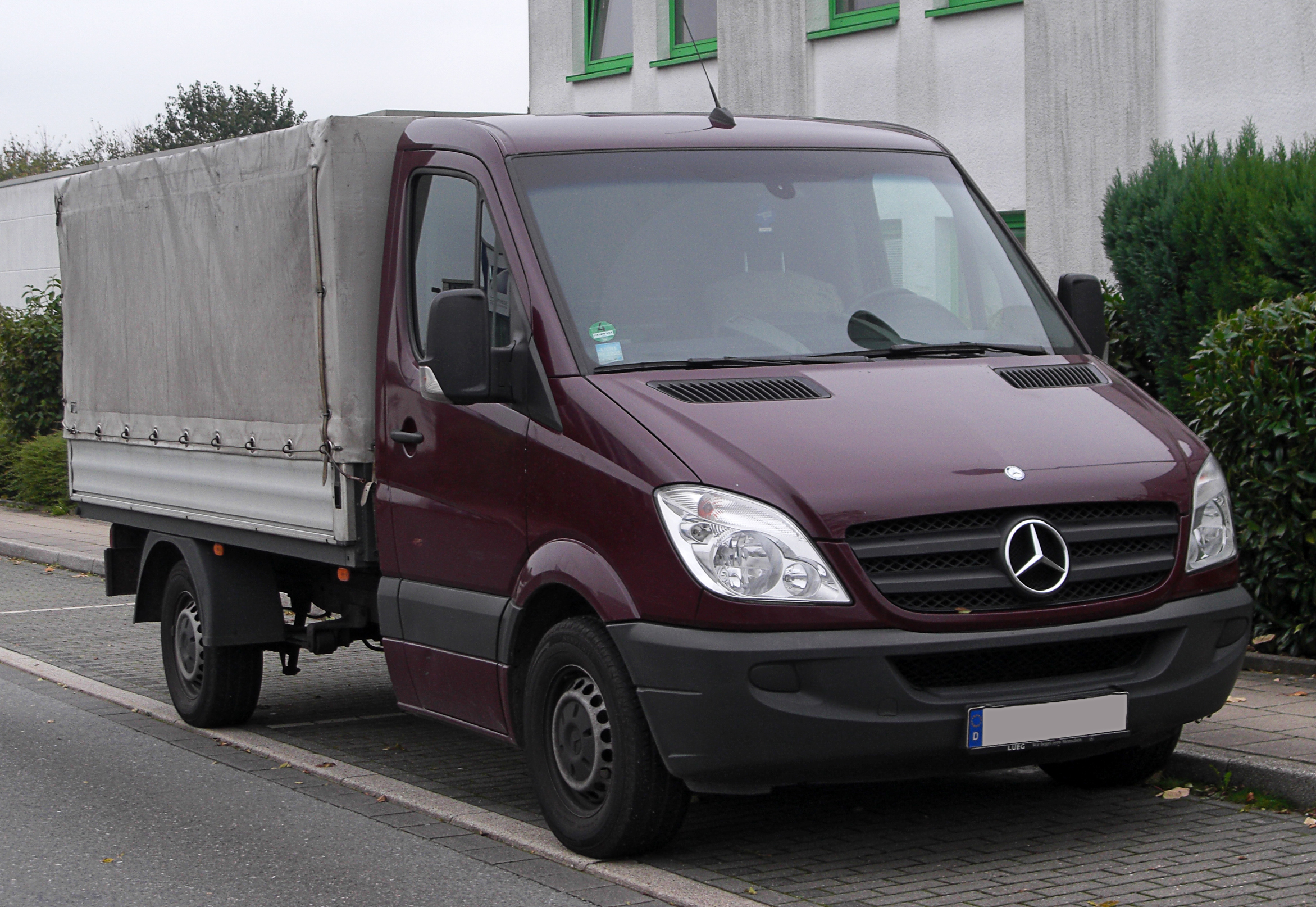
Mercedes-Benz Sprinter II бортовик з одинарною кабіною (2006–2013)
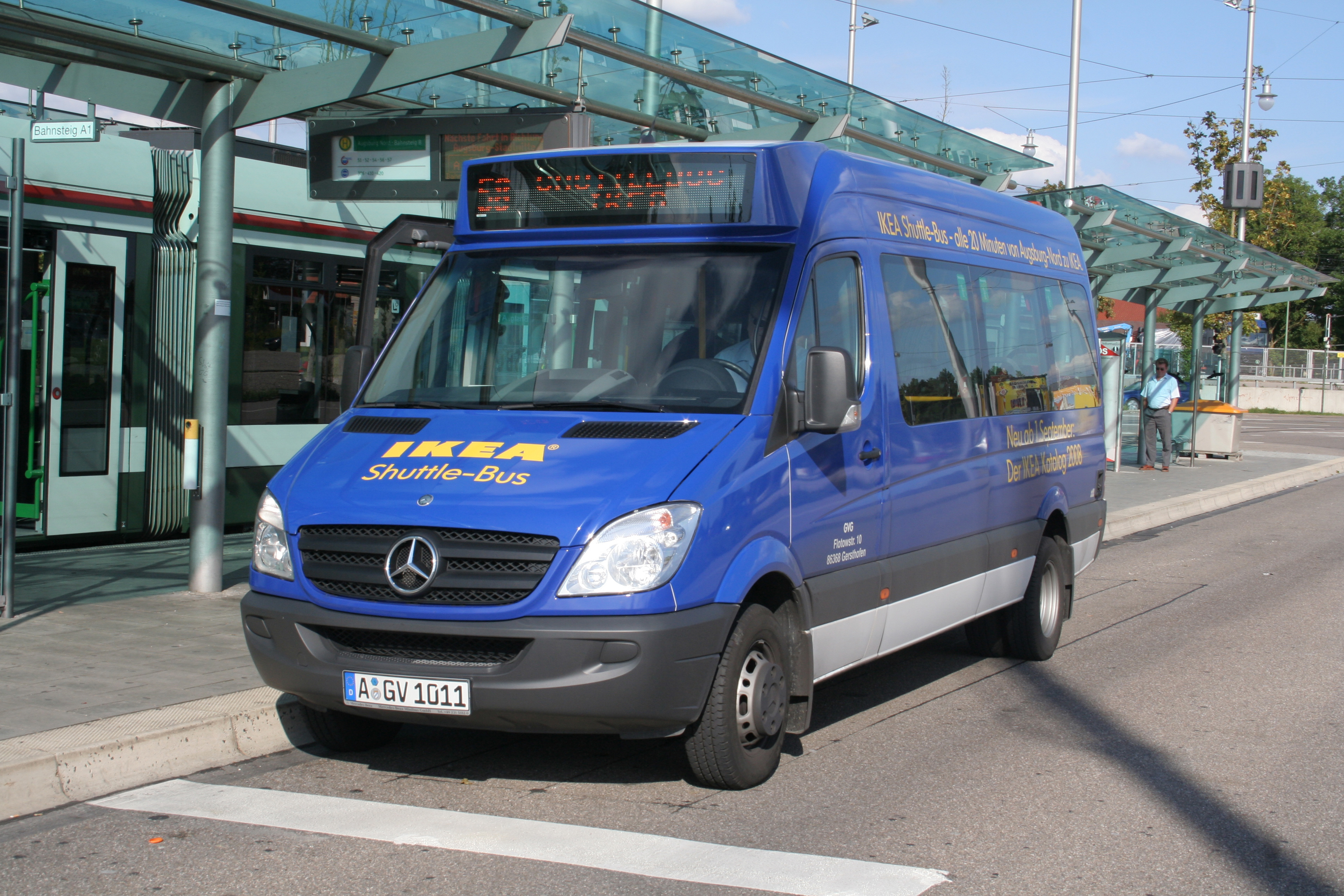
мікроавтобус на основі Mercedes-Benz Sprinter II
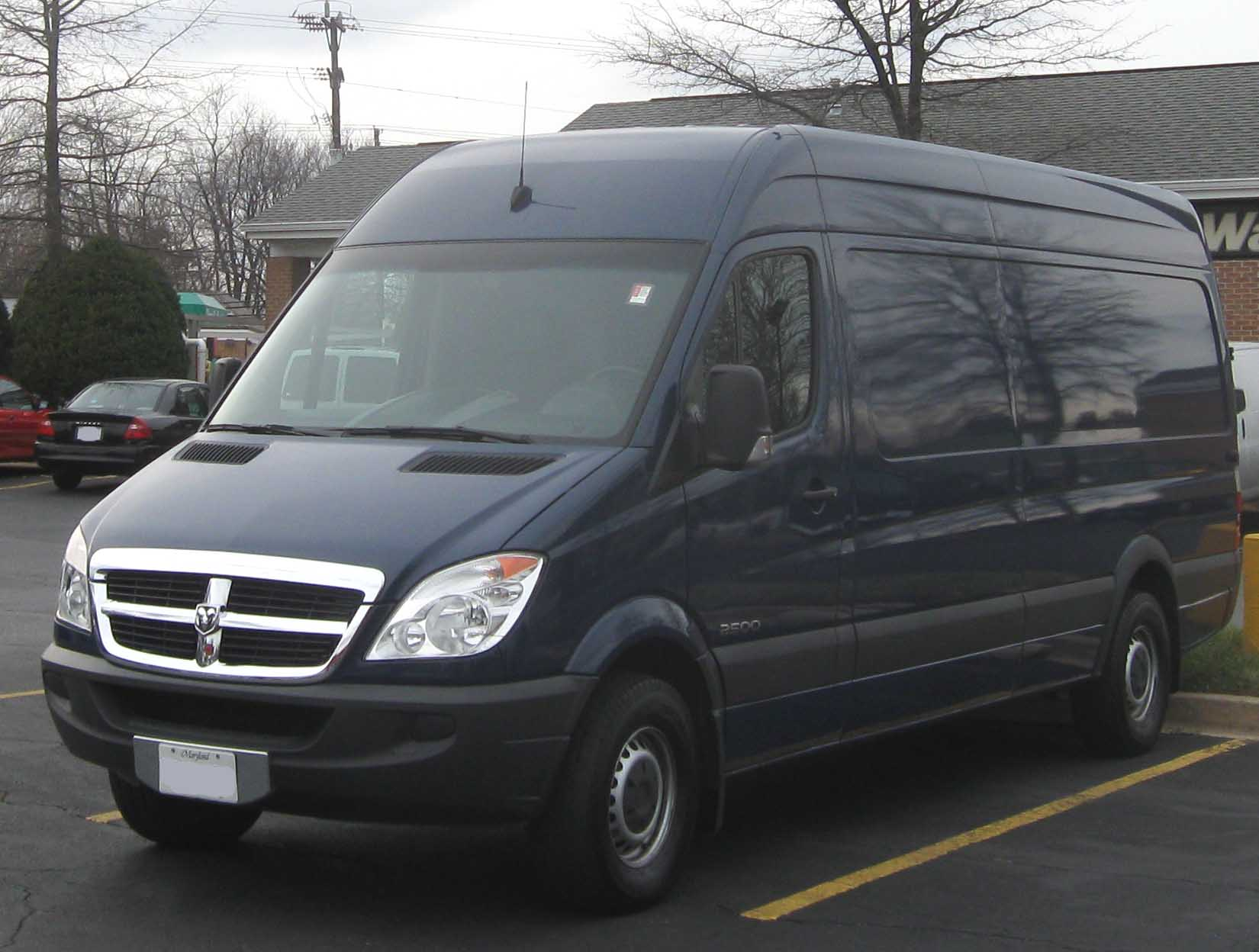
Dodge Sprinter II (2006-2009)
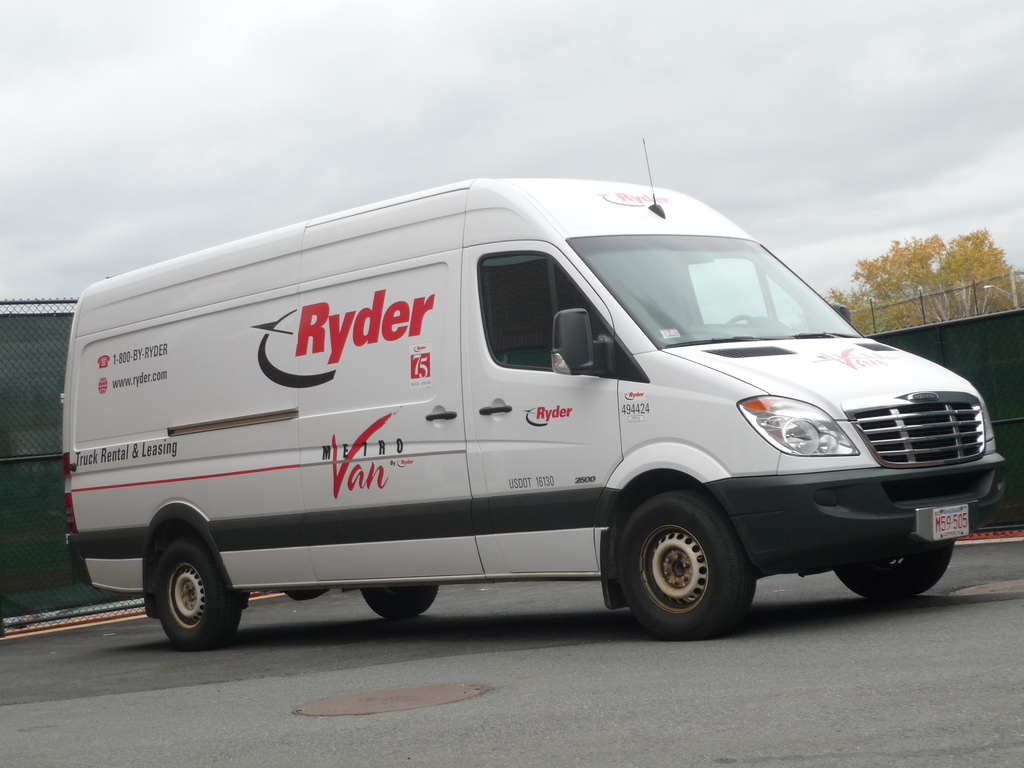
Freightliner Sprinter II

## Третє покоління (W907/910; з 2018)

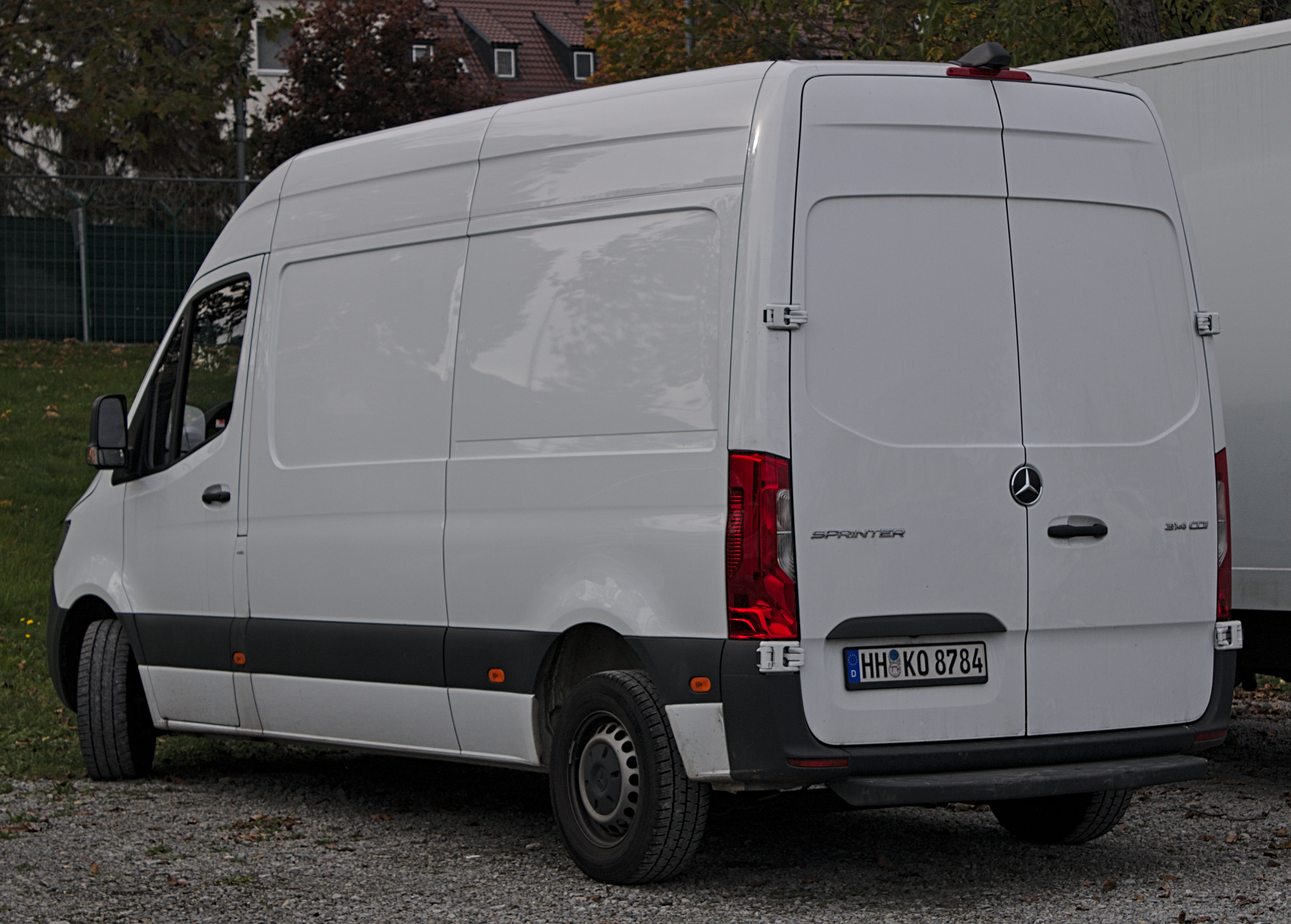
Mercedes-Benz Sprinter ІІІ

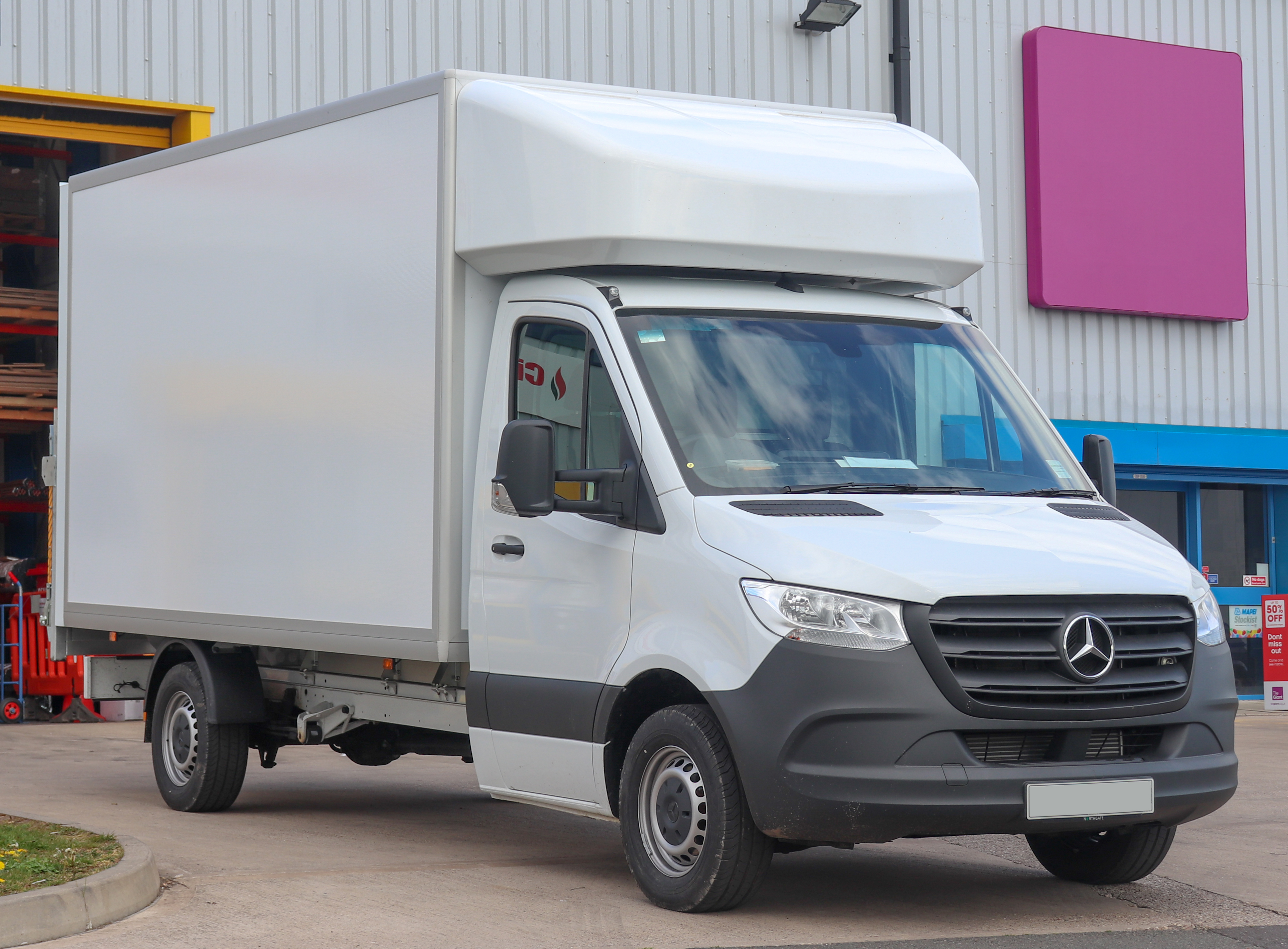

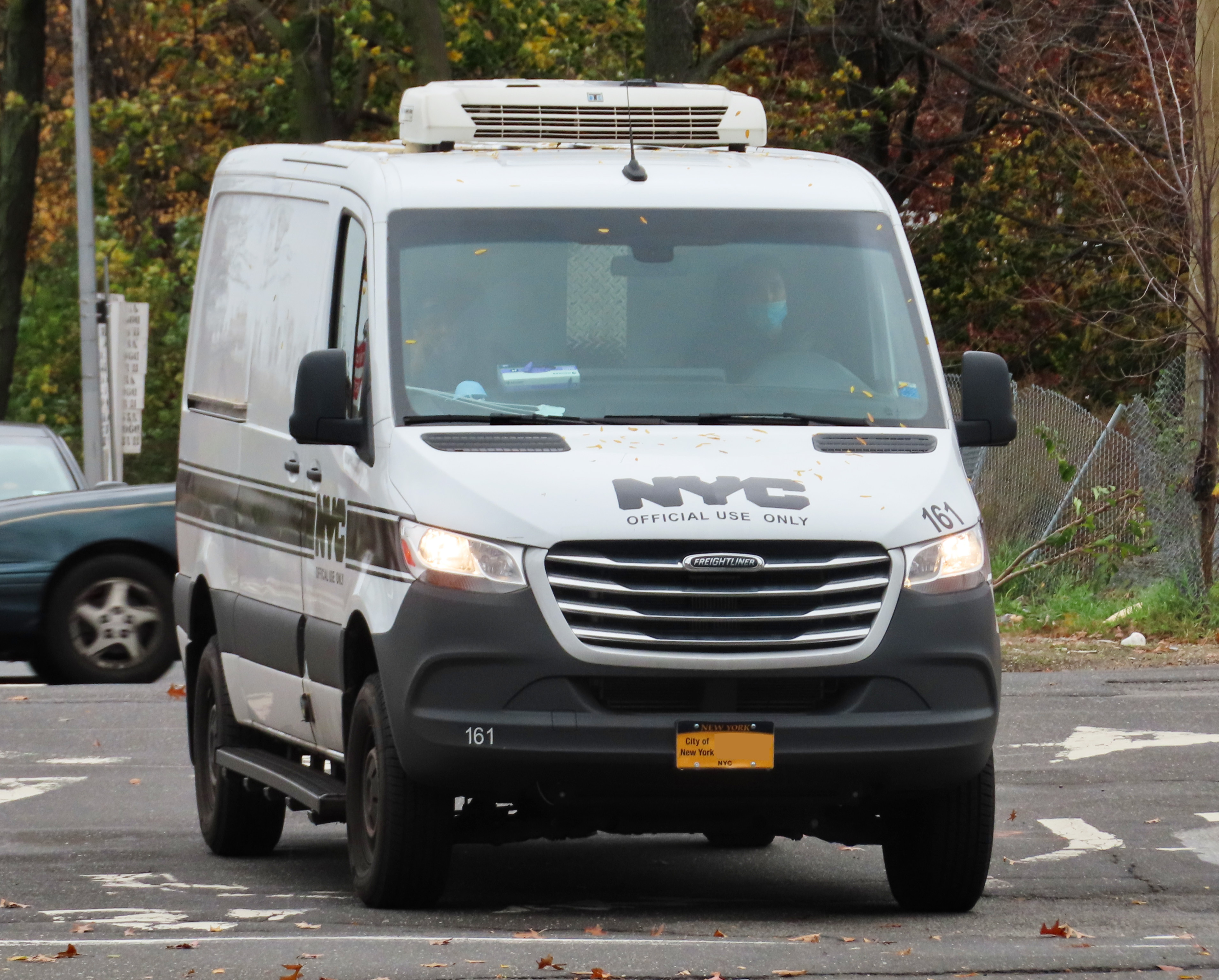
Freightliner Sprinter ІІІ

6 лютого 2018 року в німецькому місті Дуйсбург пройшла офіційна презентація Mercedes-Benz Sprinter третього покоління.
Mercedes-Benz Sprinter 2018 побудований на абсолютно новій платформі.

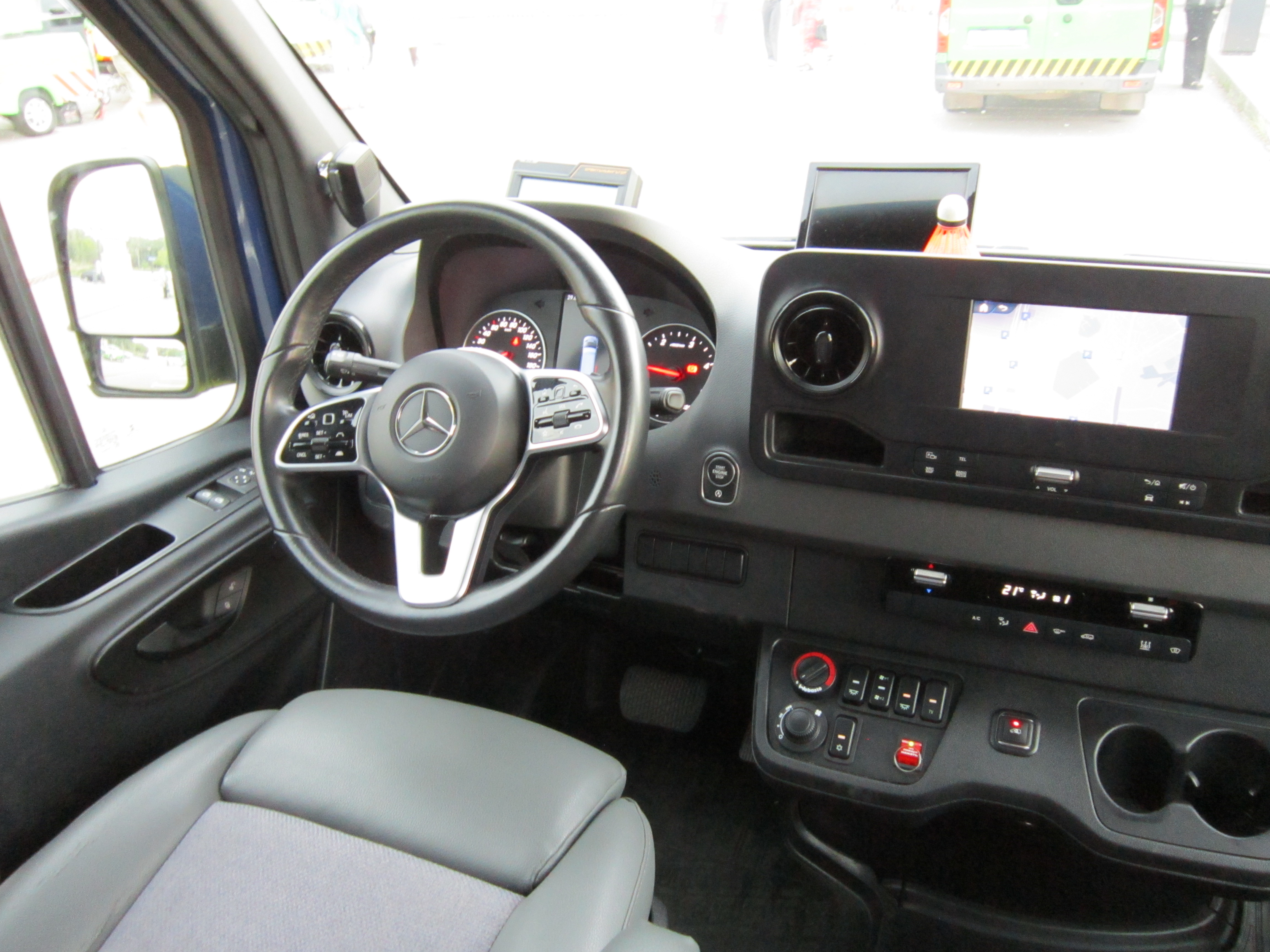

Нова машина буде пропонуватися в 8 кузовних варіантах. Повною масою — від 3,0 до 5,5 т. Загальна кількість комплектацій досягає 1700. Вантажопідйомність була збільшена на 50 кг.
Що ж стосується активної безпеки, то Sprinter третього покоління отримав камеру кругового огляду в 360 градусів, систему Distronic, яка стежить за дистанцією до попереднього автомобіля і багато інших передових систем.
Модифікації з переднім приводом (W910) комплектуються чотирициліндровим агрегатом 2.1 л в трьох ступенях форсування — 114, 143 і 177 к.с. Для задньопривідних (W907) машин доступний такий же двигун, але він видає від 114 до 163 к.с. За умовчанням з обома моторами працює шестиступінчаста механічна коробка передач, але якщо Спринтер з заднім приводом за доплату комплектується модернізованим семиступінчастим автоматом 7G-Tronic Plus, то для передньоприводників — новий 9-ти діапазонний. А на вершині гами розташувався колишній 3,0 л V6, що видає 190 к.с. і 440 Нм.
У виробництво Mercedes-Benz Sprinter третього покоління інвестовано понад 300 млн євро. Важливо, що нова машина буде проводитися крім головного заводу в Дюссельдорфі ще й на повноцінному заводі в США — до цього тут здійснювали лише великовузлове складання.

### Mercedes-Benz eSprinter

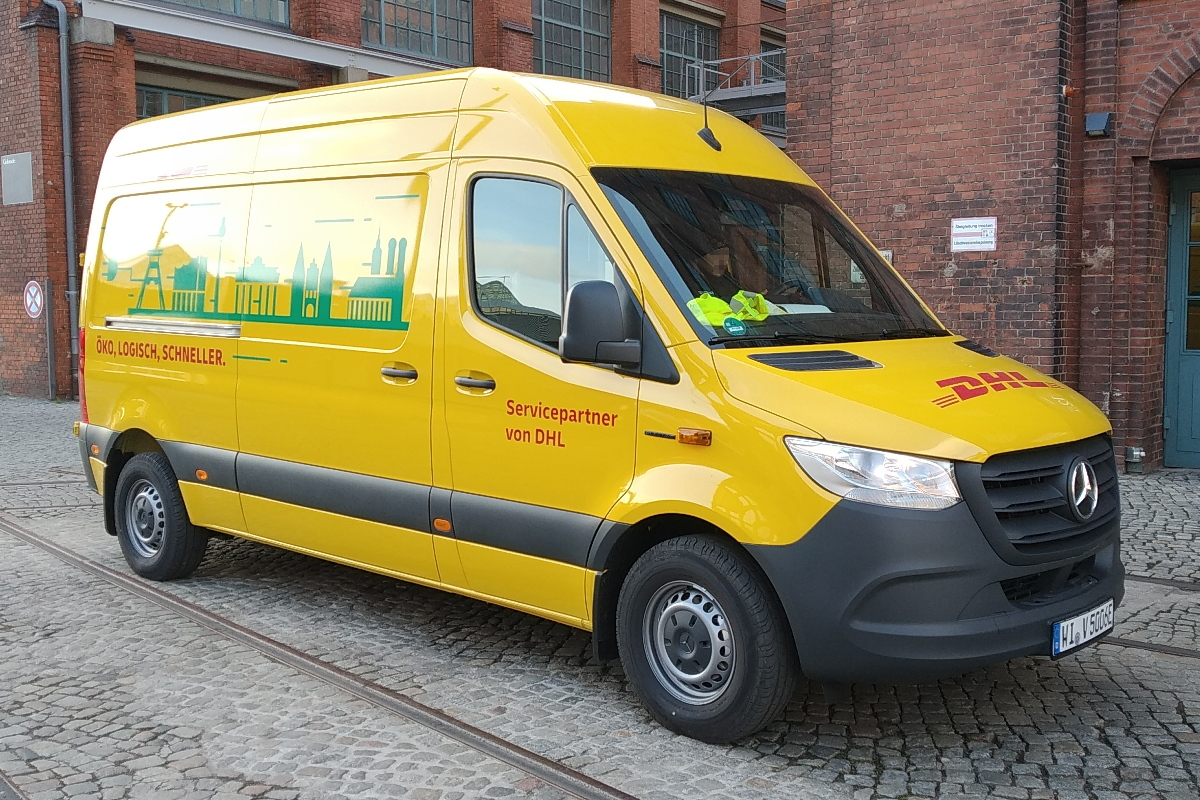
Mercedes-Benz eSprinter

Модель з електроприводом доступна з травня 2020 року під назвою eSprinter. Фургон має високий дах і допустиму загальну вагу 3500 кг, а також максимальний вантажний об'єм 11 м³. Електродвигун M 780 приводить в рух передні колеса і при потужності 116 к.с. і може забезпечити крутний момент до 295 Нм. Батарея на 55 кВт/год забезпечує запас ходу 168 кілометрів (NEDC) з максимальним навантаженням 891 кг. Другий варіант має 41 кВт/год і запас ходу 120 км (NEDC). Цей варіант має лише три з чотирьох акумуляторних блоків, але з корисним навантаженням 1045 кг він майже на тому ж рівні, що й Sprinter зі звичайним двигуном. В обох варіантах батареї встановлюються під підлогою багажника, як і в моделях з двигунами внутрішнього згоряння, можна зарядити 11 м³.
За бажанням стандартну опцію зарядки змінним струмом можна замінити опцією швидкої зарядки постійним струмом. Завдяки цьому батареї більшого варіанту батареї можна зарядити до 80 відсотків за 25 хвилин із максимальною зарядною потужністю 80 кВт.
У лютому 2023 року був представлений eSprinter з оновленим двигуном (136 або 204 к.с. 400 Нм) і з трьома варіантами батареї 56, 81 та 113 кВт/год і в останньому випадку запас ходу складе приблизно 400 км. Заряджання в швидкому режимі (потужністю до 115 кВт) займе від 28 до 42 хвилин.

### Двигуни
| Модель                          | Код двигуна     | Циліндри | Об'єм    | Потужність                        | Крутний момент             | Роки виробництва |
| ------------------------------- | --------------- | -------- | -------- | --------------------------------- | -------------------------- | ---------------- |
| Дизельні                        |                 |          |          |                                   |                            |                  |
| 211 CDI/311 CDI/411 CDI/511 CDI | OM 651 DE 22 LA | І4       | 2143 см³ | 84 кВт (114 к.с.) при 3800 об/хв  | 300 Нм при 1200–2200 об/хв | 2018–2021        |
| 214 CDI/314 CDI/414 CDI/514 CDI | OM 651 DE 22 LA | І4       | 2143 см³ | 105 кВт (143 к.с.) при 3800 об/хв | 330 Нм при 1200–2400 об/хв | 2018–2021        |
| 215 CDI/315CDI/415CDI/515CDI    | OM 654 DE 20 LA | І4       | 1950 см³ | 110 кВт (150 к.с.) при 3800 об/хв | 340 Нм при 1500-2400 об/хв | з 2021           |
| 216 CDI/316 CDI/416 CDI/516 CDI | OM 651 DE 22 LA | І4       | 2143 см³ | 120 кВт (163 к.с.) при 3800 об/хв | 380 Нм при 1400–2400 об/хв | 2018–2021        |
| 217 CDI/317CDI/417CDI/517CDI    | OM 654 DE 20 LA | І4       | 1950 см³ | 125 кВт (170 к.с.) при 3800 об/хв | 380 Нм [400 Нм]            | з 2021           |
| 219 CDI/319 CDI/419 CDI/519 CDI | OM 642 DE 30 LA | V 6, 72° | 2987 см³ | 140 кВт (190 к.с.) при 3800 об/хв | 440 Нм при 1400–2400 об/хв | 2018–2021        |
| 219 CDI/319 CDI/419 CDI/519 CDI | OM 654 DE 20 LA | І4       | 1950 см³ | 140 кВт (190 к.с.)                | 450 Нм                     | з 2021           |
| Електричні                      |                 |          |          |                                   |                            |                  |
| eSprinter                       | M 780           | —        | —        | 85 кВт (116 к.с.)                 | 295 Нм                     | 2020–2023        |
| eSprinter                       |                 | —        | —        | 100 кВт (136 к.с.)                |                            | з 2023           |
| eSprinter                       |                 | —        | —        | 150 кВт (204 к.с.)                | 400 Нм                     | з 2023           |

[] В квадратних дужках позначають автоматичні коробки передач

## Особливості для північноамериканського ринку
Спочатку Північно-американському ринку (НАФТА) Sprinter не продавався під маркою Mercedes-Benz. Він був представлений в 2001 році як Freightliner Sprinter, а в 2004 році додатково, як Dodge Sprinter. Але після поділу з Chrysler було домовлено, що до кінця 2009 року автомобіль буде ще продаватись під назвою Mercedes-Benz Sprinter і Freightliner Sprinter. Крім того, з метою уникнення митного навантаження вантажівки (але не пасажирські мікроавтобуси) будуть складатись в Ладсоні, Південна Кароліна.

## Продажі
| Рік  | Європа |
| ---- | ------ |
| 2010 | 79.957 |
| 2011 | 82.480 |
| 2012 | 79.946 |
| 2013 | 78.742 |
| 2014 | 90.586 |